# Pócza Jenő
Pócza Jenő (Egyed, 1915. november 15. – Budapest, 1975. szeptember 10.) fizikus, egyetemi tanár, a fizikai tudományok kandidátusa (1952), szakíró. Vezető szerepet játszott a hazai fizikusképzés megindításában és tantervének kidolgozásában.

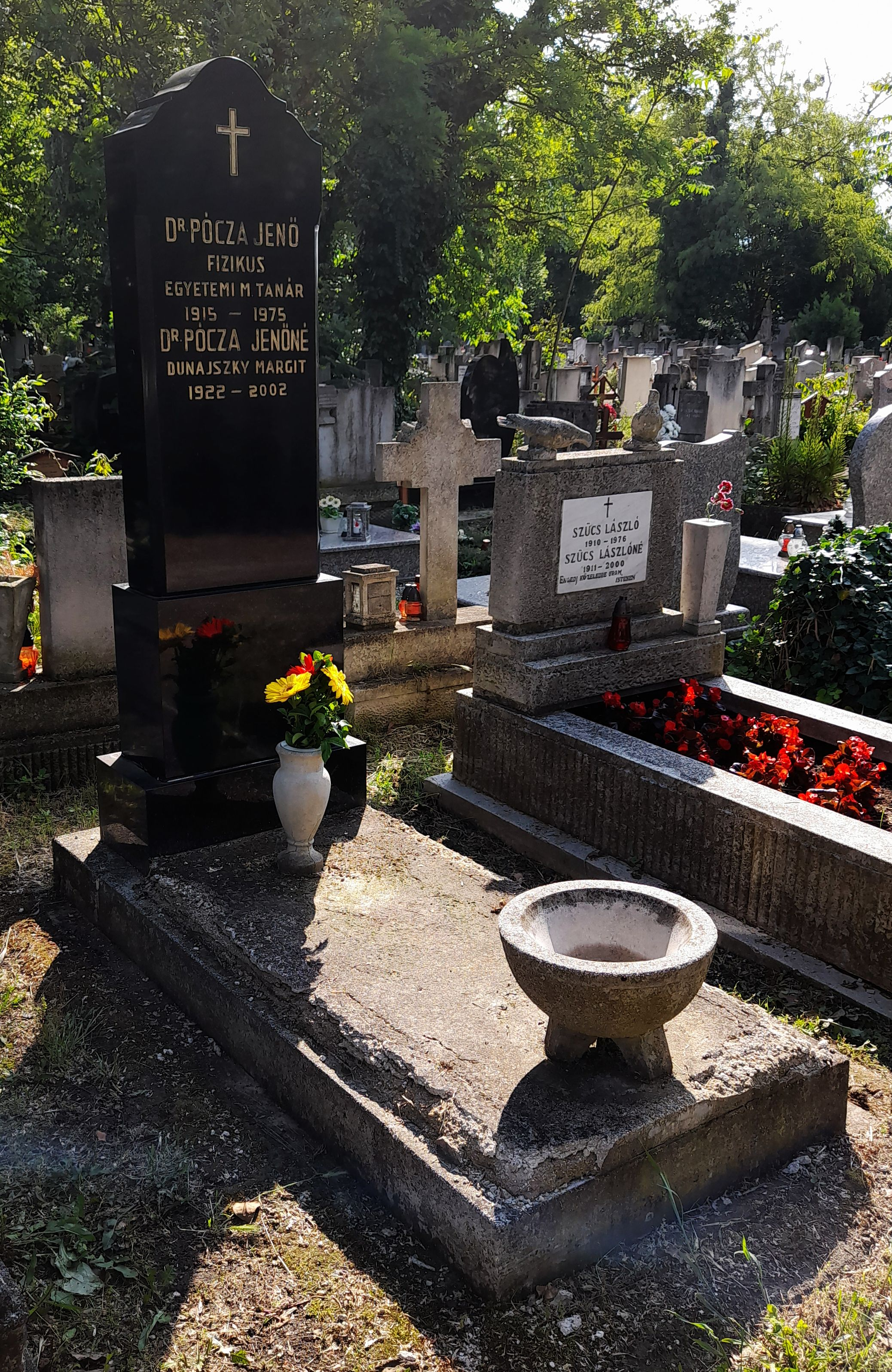
Sírja a budapesti Megyeri temetőben (7. parcella)

## Életpályája
A szegedi tudományegyetemen szerzett matematika–fizika szakos tanári oklevelet 1938-ban. Ezután a tudományegyetem és a budapesti József Nádor Műszaki és Gazdaságtudományi Egyetem tanársegédje volt, emellett 1940 és 1945 között a szegedi Apponyi Kollégiumban is tanított. 1945 és 1949 között az Egyesült Izzó vállalatnál dolgozott. 1949-től 1959-ig az Eötvös Loránd Tudományegyetemen (ELTE) volt tanszékvezető, majd a Fizikai Intézet igazgatóhelyettese. 1959-től haláláig az MTA Műszaki Fizikai Kutató Intézetének volt a főmunkatársa. 1952 és 1957 között az Oktatásügyi Minisztérium, 1957 és 1960 között pedig az MTA Fizikai Főbizottságának tagja volt.

## Társadalmi tevékenysége
- az Eötvös Loránd Fizikai Társulat főtitkárhelyettese,
- a Francia Fizikai Társaság t. tagja,
- a Thin Solid Films című folyóirat szerkesztőbizottságának tagja.

## Kutatási területe
Kezdetben a vegyületek kristályszerkezetének röntgendiffrakciós meghatározásával foglalkozott Náray-Szabó István mellett. 1945 és 1948 között Bay Zoltán vezetésével szekunder elektronsokszorozók kidolgozásában, elvi és gyakorlati vizsgálatában vett részt. Bay Zoltánnal részt vett a Hold-radarkísérletekben. Alapítója és vezetője a bp.-i vékonyrétegfizikai iskolának, amely módszert dolgozott ki a vékonyrétegek kialakulásának elektronmikroszkópos ultranagy vákuumú vizsgálatára. Több szabadalmat és új gyártási eljárást dolgozott ki. Jelentős szerepe volt az anyagtudomány hazai meghonosításában és az elektronmikroszkópos szerkezetvizsgálat új módszereinek és azok gyakorlati alkalmazásának bevezetésében.

## Díjai, elismerései
- Akadémiai Díj (1969)
- MTESZ-díj (1971)

## Főbb művei
Számos ismeretterjesztő könyve és cikke, mintegy 50 tudományos közleménye jelent meg.
- Radar (Bp., 1948);
- Elektronfizika (Faragó Péterrel, Bp., 1954);
- Kísérleti fizika (tankönyv, Baintner Gézával, Bp., 1957);
- Kísérleti fizika (Budó Ágostonnal, Bp., 1962, 1965);
- Thin Film Physics (Alexandria, 1974).